# 2026 en football
Cet article présente les faits marquants de l'année 2026 en football.

## Principales compétitions

### Europe
- Ligue des champions de l'UEFA (du juillet 2025 au mai 2026)
- Ligue Europa (du juillet 2025 au mai 2026)
- Ligue Conférence (du juillet 2025 au mai 2026)
- Ligue des champions féminine de l'UEFA (du juillet 2025 au mai 2026)

### Asie
- Ligue des champions Élite de l'AFC (du juillet 2025 au mai 2026)
- Ligue des champions 2 de l'AFC (du juillet 2025 au mai 2026)
- Challenge League de l'AFC (du août 2025 au mai 2026)

### Afrique
- Ligue des champions de la CAF (du août 2025 au juin 2026)
- Coupe de la confédération (du 16 août 2024 au  25 mai 2025)
- Coupe d'Afrique des nations ( du décembre 2025 au janvier 2026)

### Amérique du Nord
- Ligue des nations de la CONCACAF (du septembre 2025 au mars 2026)
- Coupe des champions de la CONCACAF (du février au juin 2026)

### Amérique du Sud
- Copa Libertadores (de février à novembre 2026)
- Copa Sudamericana (du mars au novembre 2026)

### Océanie
- Ligue des champions de l'OFC

### Compétitions FIFA
- Coupe du monde (du 11 juin au 19 juillet 2026)